# تينهنان
تين هينان هي ملكة قبائل الطوارق، وقد حكمت في القرن الرابع الميلادي، وإليها يستند هؤلاء القوم في تنظيمهم الإجتماعي الذي يستمد السلطة (حتى الآن) من حكمة المرأة. هي الأم الروحية للتوارق بتمنراست بالجزائر، تينهنان أو المرأة الكثيرة الترحال والسفر.

## ملكة الهقار

### الأسطورة
يُشار أحيانًا إلى تين هينان باسم «ملكة الهقار»، ومن قبل الطوارق باسم تامينوكالت والتي تعني أيضًا «ملكة». الاسم يعني حرفيا «امرأة الخيام»، ولكن يمكن ترجمتها مجازيًا على أنها «أمنا جميعًا».
وبحسب القصص التي تُروى في المنطقة، كانت تين حنان «أميرة هاربة» عاشت في وقت ما في القرن الرابع الميلادي. بعد أن طردت من الأجزاء الشمالية من الصحراء، كادت أن تموت هي وقافلة أتباعها في البرية حتى عثروا على حبوب في عش النمل الصحراوي. وحسب الأسطورة الشائعة في المنطقة، أُشير إلى تين هنان على أنها مسلمة من البربر أتت من واحة تافيلالت في جبال الأطلس في المغرب برفقة خادمة تدعى تكامات. في هذه الأسطورة، كان لدى تين هنان ابنة (أو حفيدة)، اسمها كيلا، بينما كان لتاكامات ابنتان. ويقال إن هؤلاء الأطفال هم أسلاف طوارق الهقار. نسخة أخرى هي أن تين حنان كان لديها ثلاث بنات (كان لهن أسماء طوطمية تشير إلى حيوانات الصحراء) من أسلاف القبائل.

## تاريخ

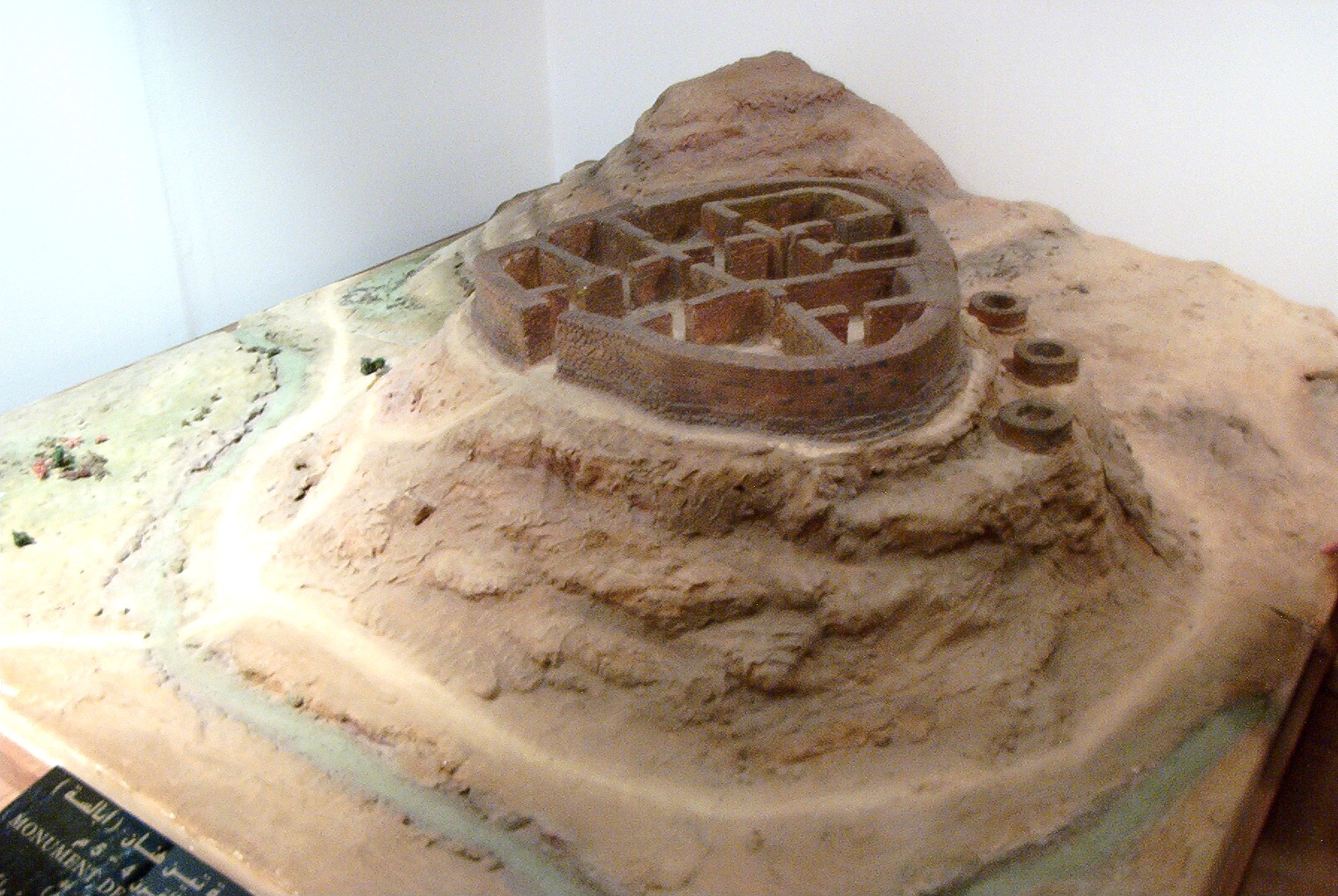
مجسم لضريح الملكة تينهنان

اسم يتداول بقوة بولاية تمنراست بالجزائر، وخاصة عند أصحاب اللثام الأزرق، أو التوارق، والتي تشكل بالنسبة لهم الأم الروحية أوأمهم الأولى التي استقرت بمنطقة الأهڤار وأسست سلالة التوارق. في عام 1925، اكتشف المستكشفون قبرها، مما يثبت أنها شخصية تاريخية. تقع المقبرة على مقربة من واحة أبالسة بالجزائر، على بعد حوالي 1000 ميل (1550 كيلومترًا) جنوب الجزائر العاصمة، الضريح مبني من حجارة ذات شكل بيضوي، ويبلغ سمك السور المحاط به 1.4 م، وينقسم الضريح إلى 11 غرفة غير منتظمة الشكل، باستثناء الغرفة الجنائزية التي تحتوي قبر تنهينان. أما الغرفة التي وجد بها الهيكل العظمي فهي محاطة برواق دائري، كما نحتت حول الضريح ثلاثة عشر معالم جنائزية صغيرة. أن تاريخ الضريح يعود إلى حوالي القرن الرابع الميلادي، حسب الأدوات التي عثر عليها بجانب الهيكل كالمجوهرات والأواني الخاصة بالطقوس الجنائزية. وحسب روايات بعض الأجداد فإن هذه الملكة تعرضت لمضايقات الأسرة الحاكمة آنذاك لتفر رفقة حاشيتها وتقطع الصحراء الكبرى لينتهي بها المطاف في أبلسة بتمنراست، أين اختارت الإقامة بسبب توفر شروط الحياة بها، حيث يوجد فيها تقاطع لوادين مهمين للتزود بالمياه، وكذا كون المنطقة عبارة عن مراكز عبور باتجاه أفريقيا. أن الروايات تقول إن الملكة كانت فاتنة جدا وهي الأم الأولى للتوارڤ النبلاء، وكانت معها أختها المسماة “تكمات”، والتي هاجرت إلى منطقة آير بالنيجر، أين أنجبت أولاد “مدى”، وهي قبيلة مشهورة اليوم في النيجر. وعن قضية وجود مجوهرات ثمينة للملكة تينهنان بمتحف كاليفورنيا بأمريكا، أن هذا الضريح تم اكتشافه بعد حفريات مشتركة لفرنسيين وأمريكيين سنة 1925م، أي خلال فترة الاستعمار، وعند العثور على الضريح قام الفرنسيون بأخذ الهيكل العظمي، فيما استولى الأمريكيون على المجوهرات ووضعوها في متحف ببلدة كاليفورنيا. وكانت هناك مبادرة جد إيجابية من طرف وزارة الثقافة في بداية التسعينيات لاسترجاع تلك المجوهرات، فاشترط رئيس بلدية كاليفورنيا حضور رئيس بلدية أبلسة شخصيا لتسليمه المجوهرات، وفقا لاتفاقيات معينة، إلا أن العملية لم تتم لأسباب تبقى مجهولة..! للإشارة، فإن السلطات المحلية تقيم سنويا مهرجانا دوليا باسمها للتعريف بالطاقات السياحية والتاريخية لأبناء الأهڤار، في انتظار استرجاع المجوهرات من كاليفورنيا والهيكل العظمي من فرنسا،

## تين هينان

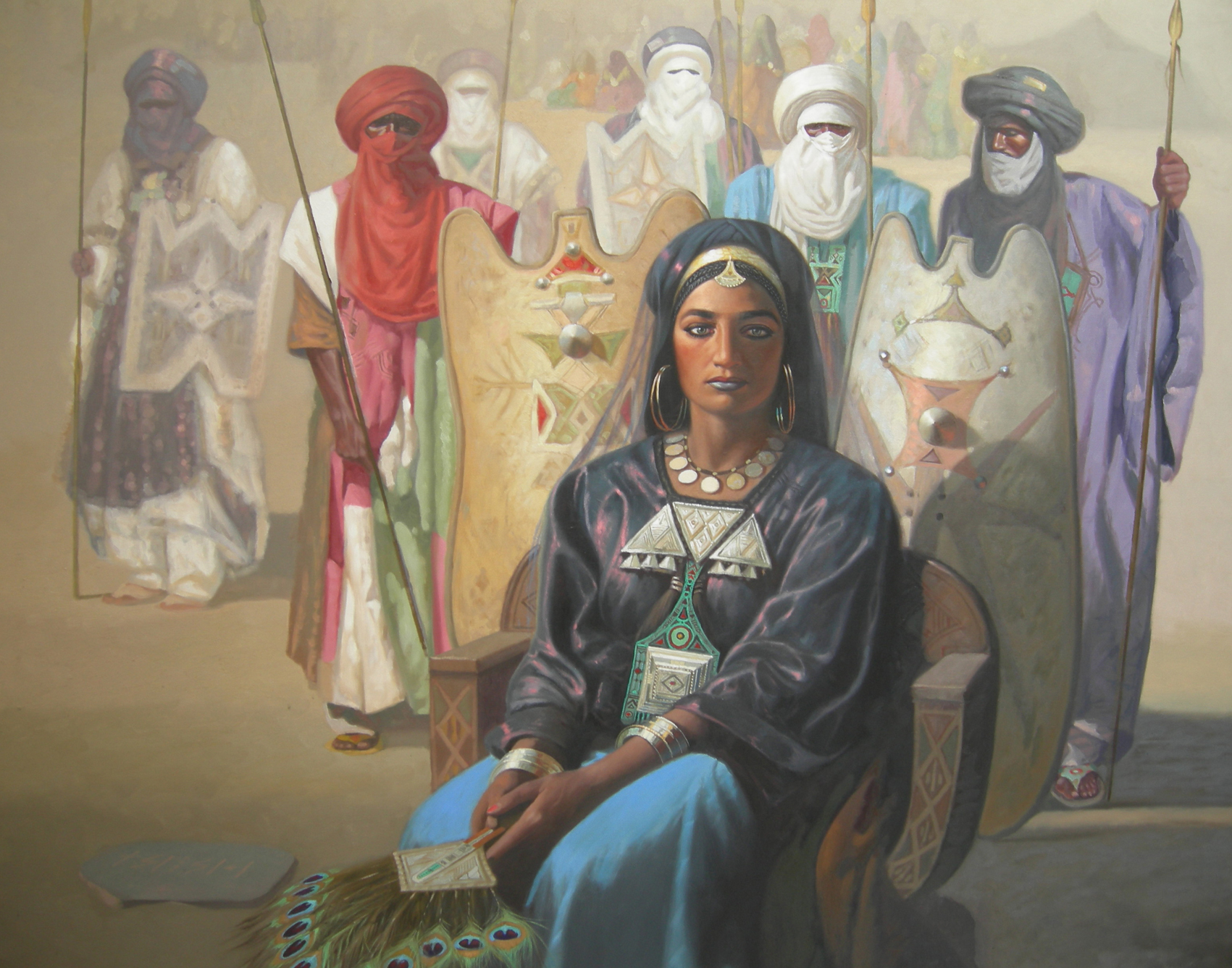
الملكة تينهنان

تين هينان ملكة متفردة، فالأساطير والآثار تثبت أنها كانت تدافع عن أرضها وشعبها ضد الغزاة الآخرين من قبائل النيجر وموريتانيا الحالية وتشاد. وقد عرف عنها أنها صاحبة حكمة ودهاء، نصبت ملكة بسبب إمكانياتها وقدراتها الخارقة للعادة. وتقول الروايات التاريخية بأن اسم تين هينان مركب من جزأين (تين + هينان) وهي لفظ من لهجة «التماهاك» القديمة وتعني بالعربية (ناصبة الخيام)، لذلك رجح المؤرخون أن تكون كثيرة السفر والترحال. وما زال الطوارق يحفظون صداها في ترحالهم وتجوالهم؛ ويحدث بعضهم بعضا عن أسراب الغزلان كيف كانت تأمن لوجودها وعن قطعان النوق كيف كانت تطمئن لحضورها.
قدمت تين هينان ذات زمن من منطقة «تافيلالت» الواقعة بالجنوب الشرقي للمغرب الأقصى ممتطية راحلة ناقتها البيضاء وبرفقة خادمتها «تاكامات» وعدد من العبيد لتستقر بقافلتها الصغيرة في منطقة «الأهقار» الجبلية على نحو ألفي كلم جنوب العاصمة الجزائرية بعد رحلة متعبة وشاقة، مليئة بالمخاطر. و«الأهقار» كان يسكنها قوم «الأسباتن» المعروفون بخشونة طباعهم وخصوصية لباسهم المتشكل من جلود الحيوانات وبعبادتهم للطبيعة. كما عرفوا أيضا بالتحدث بلغة لها خط يسمى «التيفناغ». ولا يزال الطوارق حتى اليوم يستخدمون هذه الحروف التي توارثوها أبا عن جد في كتاباتهم الخاصة وتزيين قطع صناعاتهم اليدوية.
وتقول الروايات المدونة إن قافلة الملكة طال بها السفر ونفد زادها وكاد أفرادها أن يهلكوا من الجوع. وفي لحظات صعبة تفطنت خادمتها الخاصة «تاكامات» لقوافل النمل على طريقها وهي تحمل حبات القمح والشعير، فأمرت تين هينان بمواصلة الطريق في المنحى المعاكس لمنحى سير قوافل النمل إلى أن وصلت إلى الأهقار فوجدت به الأمن والماء وكل مقومات الحياة، فشيدت صرح مملكتها وأدخلت تقاليد جديدة على المجتمع منها على الخصوص العمل وتخزين الخيرات لوقت الشدة والاستعداد الدائم لقهر الغزاة القادمين من الشرق. ويروى بأن تين هينان استغلت جمالها لتسيطر به سياسيا على منطقة مزدهرة وقتها وحكمت عددا كبيرا من القبائل تنحدر منها جميع قبائل الطوارق الحالية، والتي تتوزع حاليا بين الجزائر وليبيا وموريتانيا وشمال مالي والنيجر. ودافعت عن الطوارق من هجمات السود الماليين والنيجيريين مما نصبوها ملكة عليهم. كما تروى الروايات كثيرا عن شجاعتها وأوصافها الروحية ومشاعرها القلبية، وهي صفات جعلت سكان الأهقار ينصبونها ملكة عليهم. ولعل على هذا الأساس نفهم سبب انتقال صفات النبل عن طريق النساء في المجتمع الطوارقي، حتى أن الأطفال في العائلات النبيلة ينسبون لأمهاتهم وليس لآبائهم كما هو الشأن في المجتمعات الأخرى.
وفي دراسة علمية حديثة على هيكل عظمي نسب للملكة تين هينان، تم اكتشاف العديد من الأسرار من بينها أنها ربما كانت عرجاء، وأكدت بذلك ما ورد في كتاب ابن خلدون عن تاريخ البربر الذي يشير إلى وجود امرأة عرجاء هي سلف لكل الرجال الملثمين (ويقصد الطوارق). ونقل كتاب العلامة ابن خلدون أن ابنها «هقار» الذي أطلق اسمه على المنطقة كلها فيما بعد، كان أول من غطى وجهه فتبعه القوم وظلوا على تلك الحال إلى اليوم. وقد أثبتت التحليلات أن الهيكل العظمي لتين هينان يعود للقرن الخامس الميلادي وهو ما يعني أن تين هينان لم تكن مسلمة كما يشاع، لأن الإسلام لم يبلغ تلك المنطقة إلا في القرن السابع الميلادي.
يرقد الهيكل العظمي المنسوب إلى تين هينان منذ أكثر من نصف قرن في أمن وسلام داخل صندوق زجاجي. وتظهر محاطة بحليها الذهبية والفضية ولباسها الجلدي في متحف الباردو بالجزائر العاصمة بعدما نقلتها من ضريح «أباليسا» بالأهقار بعثة فرنسية ـ أميركية مشتركة كانت أول من اكتشف موقع دفن المرأة الأسطورة والعثور على هيكلها العظمي عام 1925م من الميلاد. و«أباليسيا» مكان موجود في ذاكرة الطوارق، يؤمون إليه ويقدسونه لأن الجدة والملكة تين هينان كانت ترقد فيه.
تعود الأساطير في قصة اللثام لترجع سبب ذلك إلى أن أهقار وهو ابن ملكتهم تين هينان ـ والذي تعرف جبال الجنوب الجزائري اليوم باسمه ـ فر يومًا هاربًا بجيشه من أرض المعركة، وفي طريقه إلى العودة تنبه إلى أن ما قام به لا يليق بمقام قائد جيش وابن ملكة، فبقي مرابطًا بجيشه على مشارف الديار مدة شهر كامل لا يستطيع الدخول مخافة ملامة النسوة له. ولما طال بهم الحال ونفد ما معهم من زاد، وجدوا أنفسهم مجبرين على دخول الديار، فما كان على القائد سوى أن يغطي وجهه الذي يحمل ملامح العار وكذلك فعل بقية جنده وبقوا على تلك الحال طيلة حياتهم، وكذلك فعل من جاء بعدهم، حتى أصبح الأمر تقليدًا مفروضًا إلى يومنا الحالى.

## وصلات خارجية
- الملكة تينهينان ملكة قبائل الطوارق